# ネイ・サンタナ
ネイ・サンタナ・ペレイラ・ドス・サントス（Ney Sant'Anna Pereira dos Santos、1954年1月16日 - ）は、ブラジルの俳優である。サンパウロ出身で、ネルソン・ペレイラ・ドス・サントスの息子である。

## 出演した映画作品の一覧
- ザ・エイリアニスト（1970）
- オグムの護符（1974）
- ジョアンナ・フランセサ（1975）
- 性の木（1977）
- バスの中の女性（1978）
- 川の第三の岸（1994）